# 振堂县
振堂县，中国旧县名。
冀南解放区设。1947年由河北省新河县改置。以纪念土地革命战争时牺牲的董振堂将军。1950年复名新河县。